# Ellen Schulten-Baumer
Ellen Schulten-Baumer (22 de marzo de 1979) es una jinete alemana que compitió en la modalidad de doma. Ganó dos medallas en el Campeonato Europeo de Doma, plata en 2007 y bronce en 2009, ambas en la prueba por equipos.

## Palmarés internacional
| Campeonato Europeo | Campeonato Europeo    | Campeonato Europeo | Campeonato Europeo |
| Año                | Lugar                 | Medalla            | Categoría          |
| ------------------ | --------------------- | ------------------ | ------------------ |
| 2007               | La Mandria (Italia)   | Medalla de plata   | Por equipos        |
| 2009               | Windsor (Reino Unido) | Medalla de bronce  | Por equipos        |